# Apeadero de Barqueiros
El Apeadero de Barqueiros es una plataforma ferroviaria de la Línea del Duero, que sirve a parroquias de Barqueiros, en el Distrito de Vila Real, en Portugal.

## Descripción

### Localización y acceso
Se encuentra en el margen del Río Duero, al Noreste de la localidad de Barqueiros; el acceso de transporte se hace a través de la Ruta Nacional 108-3.

### Servicios
Los únicos servicios que utilizan esta plataforma son los Convoyes Regionales, efectuados por la operadora Comboios de Portugal.

## Historia
El tramo entre Penafiel y Régua de la Línea del Duero, donde este apeadero se encuentra, abrió a la explotación el 15 de julio de 1879; no obstante, en abril de 1903, todavía no poseía ninguna conexión por carretera, aunque ya hubiese sido planeado un ramal de la Ruta Real n.º 27 para este apeadero. En octubre del mismo año, el estado destinó los fondos necesarios para la construcción, entre otros proyectos, de un camino entre el Apeadero y un muelle en el Río Duero.
En julio de 2009, fueron detenidas, por delito grave, varias personas que se encontraban robando traviesas del astillero de esta plataforma.